# Belonopteryx
Belonopteryx is een geslacht van insecten uit de familie van de gaasvliegen (Chrysopidae), die tot de orde netvleugeligen (Neuroptera) behoort.

## Soort
- B. arteriosa Gerstäcker, 1863